# Ninjago: Aufstieg der Drachen/Staffel 1
Dieser Artikel behandelt die erste Staffel der computeranimierten Fernsehserie Ninjago: Aufstieg der Drachen. Der erste Teil der Staffel erschien am 1. Juli 2023 in Amerika auf Netflix, am 2. Juli in Deutschland auf der Webseite von Toggo. Der zweite Teil erschien am 12. Oktober auf Netflix in Amerika sowie auf der Website von Toggo auf Deutsch.

## Produktion

### Synchronisation (Hauptcharaktere)
Das Dialogbuch für die erste Staffel stammt von Benedict Fischer, Dialogregie führte Michael Wiesner.
| Charakter            | Originalsprecher    | Deutscher Sprecher        | Episoden                |
| Protagonisten        | Protagonisten       | Protagonisten             | Protagonisten           |
| -------------------- | ------------------- | ------------------------- | ----------------------- |
| Arin                 | Deven Mack          | Maximilian Artajo         | 1–12, 15, 17–20         |
| Sora                 | Sabrina Pitre       | Julia Bautz               | 1–16, 18–20             |
| Riyu                 | Brian Drummond      | Brian Drummond            | 1–12, 14–20             |
| Lloyd Garmadon       | Sam Vincent         | Christian Zeiger          | 1–12, 15, 17–20         |
| Kai                  | Vincent Tong        | Wanja Gerick              | 2, 4–6, 8–13, 15–20     |
| Nya                  | Kelly Metzger       | Magdalena Turba           | 4–5, 7–16, 18–20        |
| Zane                 | Brent Miller        | Toni Michael Sattler      | 9–14, 17, 19–20         |
| Cole                 | Andrew Francis      | Dirk Stollberg            | 15–16, 18               |
| Wyldfyre             | Kazumi Evans        | Magdalena Höfner          | 7–13, 15–20             |
| Antagonisten         |                     |                           |                         |
| Kaiserin Beatrix     | Nicole Oliver       | Victoria Frenz            | 2, 8–10, 12, 18–20      |
| Lord Ras             | Brian Drummond      | Dirk Bublies              | 1–5, 7–11, 18, 20       |
| Rapton               | Giles Panton        | Tommy Morgenstern         | 1–2, 5–12, 15, 18–20    |
| Dr. LaRow            | Ashleigh Ball       | Carolin Brunk             | 4, 6–10, 16, 18–19      |
| Dorama               | Mackenzie Gray      | Sebastian Christoph Jacob | 3–4, 7–8, 13, 15, 18–20 |
| Jordana              | Diana Kaarina       | Samina König              | 9–10, 18–20             |
| Weitere Charaktere   |                     |                           |                         |
| Kreel                | Kelly Sheridan      | Anja Nestler              | 1, 3, 13                |
| Labo                 | Brian Drummond      | Tim Huber                 | 1, 3, 13, 20            |
| Mr. Frohicky         | Andrew McNee        | Michael Wiesner           | 1, 3, 11–14, 18, 20     |
| Meister Wu           | Paul Dobson         | Reinhard Scheunemann      | 2, 8–9, 18, 20          |
| Euphrasia            | Bethany Brown       | Jenny Maria Meyer         | 5                       |
| Percival Tartigrade  | Aidan Drummond      | Marco Rosenberg           | 7–9, 11, 18–20          |
| Imperium-Quelldrache | Paul Dobson         | Johann Fohl               | 10, 19–20               |
| Arrakore             | Mark Hildreth       | Jaron Löwenberg           | 14–15                   |
| Geo                  | Peter Kelamis       | Konrad Bösherz            | 16                      |
| Jay/Manager          | Michael Adamthwaite | Sebastian Kluckert        | 17                      |

### Animation
Die Animation übernahm wie in den Staffeln 11–15 des Vorgängers das Animationsstudio WildBrain.

### Mitwirkende
Die Regie übernahmen Daniel Ife und Shane Poettcker im Wechsel. Kevin Burke und Chris „Doc“ Wyatt sind die Hauptautoren der Serie.

## Handlung
Nachdem die 16 Welten, darunter Ninjago, miteinander verschmelzen, verliert der junge Ninja-Fan Arin aus Ninjago alles was er hat, während Sora durch die Verschmelzung aus ihrer Vergangenheit entkommen konnte. Die beiden freunden sich an und leben jahrelang in den Crossroads, ein Gebiet, das bei der Verschmelzung nahe Ninjagos entstand.

### Teil 1
Wie jedes Jahr nehmen Arin und Sora auch diesmal am Mech Master 5000-Wettrennen teil. Kurz vor dem Ziel wird ihre letzte Rivalin Kreel durch einen jungen Drachen gestoppt, der vor den Krallen des Imperiums flieht, welche wie Sora aus Imperium stammen und Drachen jagen. Arin und Sora wollen den Drachen retten, doch da ihr Mech von Kreel sabotiert wurde, fallen sie von der Brücke. Der Drache verleiht Sora im Fall eine Verstärkung ihrer bisher unbekannten Elementarkraft, wodurch sie den Mech reparieren kann und die drei zurück nach oben schweben. Schließlich werden sie jedoch vom Anführer der Krallen des Imperiums, Lord Ras besiegt und mit einem Zug nach Imperium gebracht, als Lloyd überraschenderweise auf dem Zug auftaucht. Arin offenbart sich ihm als der Nutzer des Spinjitzus auf der Brücke. Sora zeigt ihm ebenfalls ihre „Tech-Kraft“ mithilfe des Drachen, mit denen sie die Krallen des Imperiums besiegen. Sie reisen zum Land der drei Berge, dem Zuhause des jungen Drachen Riyu, um die Drachen zu warnen, wobei sie von den Krallen des Imperiums verfolgt werden. Mithilfe einer Drachen-Matriarchin schaffen sie es, die Krallen zu überwältigen.
Am nächsten Trainingstag schleichen sich Arin und Sora auf den Crossroads-Jahrmarkt ohne die Erlaubnis von Lloyd, wo sie Dorama, ein böses Feuerwerksgenie bekämpfen, welcher Rüpel-Ratten gefangen hält, um ihnen die Energie zu entziehen. Lloyd eilt ebenfalls zu Hilfe und sie schaffen es, ihn zu überwältigen. Sie rufen die Polizei an, jedoch wird der Anruf von Lord Ras abgefangen und er nimmt Dorama mit nach Imperium.
Am nächsten Trainingstag kracht plötzlich das Kloster durch die Klostermauern und das Trio sowie Riyu fliegen zu dessen Ursprung, wo sie auf Nya treffen und in einen Kampf zwischen Steinmonstern und Erddrachen geraten. Kai findet sie ebenfalls und durch Riyu gelingt es ihnen, die Erddrachen zu vertreiben. Auf dem Rückweg nach Ninjago treffen die Ninja auf das Wolkenkönigreich (bekannt aus der fünften Staffel des Vorgängers), wo ein Schmelzbeben (Risse in der Wirklichkeit/Orte, an denen Welten nicht stabil sind und versuchen, sich einen Platz zu teilen; ähnlich wie Nachbeben) ein Monster aus der Welt des Irrsinns freilässt. Sie schaffen es, das Beben zu schließen und verbünden sich dabei mit der neuen Elementarmeisterin des Windes, Euphrasia, eine Schicksalsschreibende. Nya bleibt dort, um im „Hängekeller“ des Wolkenkönigsreichs mehr über die Schmelzbeben herauszufinden.
Als die Krallen des Imperiums einen Drachen fangen und das Ninja-Team versucht sie aufzuhalten, setzt Rapton einen Photac, ein riesiges Biest aus hartem Licht gegen sie ein, welchen Sora als Kind in Imperium erfunden hatte. Sora erzählt, wie sie damals von Dr. LaRow ins Labor für Systemfortschritt eingeladen wurde, jedoch floh, als sie herausfand, dass das Imperium dort Drachen quält und ihnen die Energie entzieht. Sie beschließt mit Arin und Lloyd nach Imperium zu gehen, wo sie sich aufteilen. Sora geht ins Labor für Systemfortschritt, wo Dr. LaRow sie bereits erwartet hat, Arin und Riyu stoßen auf die „Imperium-Teenager-Beschützergruppe“ (kurz ITBG) und Lloyd begegnet bei den Gefängniszellen der geflohenen Wyldfyre, welche wie Kai scheint Feuerkräfte zu besitzen. Sora wird gezwungen, weitere von Dorama erbaute Photacs zu aktivieren, während die ITBG Riyu entdeckt und Lloyd mit Wyldfyre die Drachen befreit, wovon einer Wyldfyre in Wyldness aufgezogen hat.
Lloyd flieht mit Wyldfyre und den Drachen aus dem Untergrund und suchen einen Ausgang aus Imperium, während Arin mit Riyu vor der ITBG flieht. Im Kloster spielt Kai Videospiele, als plötzlich der Fernseher ausgeht und ein Geist erscheint. Sie führt Kai durch den Fahrstuhl unter das Kloster durch ein unbekanntes Tor. Arin stößt in Imperium auf Lloyd, Wyldfyre und die Drachen die von den Krallen des Imperiums konfrontiert werden, während Sora gegen Dorama und Dr. LaRow kämpft und zu den anderen flieht und ihnen erzählt, sie könne die Photacs mithilfe von Riyu ausschalten, welcher jedoch von Percival, einem Mitglied der ITBG zur Kaiserin gebracht wird. Kai stößt auf Nya und fragt sie, wie sie unter das Kloster gekommen ist, woraufhin sie jedoch fragt, wie er in das Archiv des Wolkenkönigreichs gekommen ist.
Lloyd, Wyldfyre und die Drachen kämpfen weiterhin vor den Haupttoren des Imperiums, während Sora und Arin sich auf die Suche nach Riyu begeben. Nya und Kai erzählen sich, wie sie beide der Geist gerufen hat und vermuten, sie gelangten durch ein Portal dorthin. Der Geist zeigt den beiden eine elektronische Kapsel und sagt ihnen, „es“ solle sich erheben, wobei er sich als Meister Wu herausstellt. Sora und Arin finden Riyu, welchem die Energie entzogen wird. Beatrix und Ras werden von Lloyd zu ihm gelockt, damit Sora und Arin ihn befreien können. Kai und Nya schaffen es, die Kapsel zu öffnen, aus der Zane gesprungen kommt. Er verbindet sich mit dem System der Kapsel, welches im mitteilt, das Imperium-Kloster müsse sich erheben. Arin und Sora werden von LaRow und einem weiteren Mädchen entdeckt, während Lloyd, Wyldfyre und die Drachen weiterhin angegriffen werden, als ein Gebäude aus dem Boden erhoben kommt, aus dem Kai, Nya und Zane kommen. Zusammen mit den Drachen schaffen sie es mithilfe eines gefangenen Quelldrachen durch das Imperium-Kloster zu fliehen.
Nach einigen Tagen wacht Lloyd im Kloster auf und kommt in den Hof, wo er auf die anderen trifft und sie sich erzählen, was in der letzten Zeit passiert ist. Währenddessen wird Ras im Imperium festgenommen und Beatrix kündigt an, sich nun selbst um den Kampf zu kümmern.

### Teil 2
Die Ninja kommen zusammen, um die Ausbreitung der Schmelzbeben zu stoppen. Sie vergleichen Zanes und Nyas Daten und finden den Tempel der Drachenenergie, wo sie hinreisen, während Rapton ihnen folgt. Der Tempelgeist erklärt ihnen, dass der Erste Spinjitzu-Meister, der Schöpfer einiger Welten, die Verschmelzung hervorgesehen hat und mithilfe der sieben Quelldrachen die Drachenenergiekerne geschmiedet hat. Er hat sie im Muttergarten, dem Pinnacle of Crystals (im Deutschen fälschlicherweise Das Land der drei Berge) und Wyldness versteckt.
Beatrix schickt Rapton los, um die Drachenenergiekerne zu holen. Die Ninja teilen sich währenddessen in drei Teams auf, um die Kerne zu holen: Lloyd mit Arin, Nya mit Sora und Kai mit Wyldfyre. Lloyd und Arin stürzen während ihres Trainings ab, als Rapton an ihnen vorbeifliegt und sie ignoriert. Kurz darauf stoßen sie auf ein Wasserdorf mit aggressiven Merlopianern (aus der 15. Staffel des Vorgängers) und einer Riesenkrabbe (manipuliert von Rapton), welche die ursprünglichen Bewohner vertrieben hatten. Sie helfen den Bewohnern, ihr Dorf zurückzubekommen, wofür sie im Gegenzug das Flugschiff repariert bekommen. Kai und Wyldfyre schaffen es nach Wyldness, wo einige Lava-Tiden den Kern bewachen und sie aus Rache für Wyldfyre reinlegen, welche ihnen früher immer Streiche gespielt hat.
Während Frohicky beinahe seine Rolle als stellvertretender Hüter des Klosters aufgibt, da ihm zu viel misslingt, begeben sich Nya, Sora und Riyu zu ihrem Drachenkern. Dabei treffen sie jedoch auf zwei fliegende Heuler, die aus ihren Schreien Druckwellen erzeugen. Sie entfliehen ihnen und gelangen zum letzten Djinn Arrakore, welcher den Drachen Sora kennt, welche eigentlich Zanth heißt. Er erklärt, dass nach der Zerstörung Dschinnjagos (in Staffel 6 des Vorgängers) nur ein Korn übrig blieb, welchen Arrakore an seiner Kette um den Hals trägt. Seit der Verschmelzung lebt er hoffnungslos allein in einer Höhle. Nya und Sora werden von den Heulern aufgespürt und Sora und Nya besiegen sie, wodurch in Arrakore wieder Hoffnung geweckt wird und er seine Wunschmagie wieder einsetzen kann. Während sich Nya und Sora auf den Weg zu ihrem Drachenkern machen, kämpfen Kai mit Wyldfyre, Dorama und die Lava-Tiden um den Drachenkern. Arin und Lloyd gelangen zum Muttergarten, wo sie von Schleimkriegern freundlich begrüßt werden, nachdem sie nach dem Drachenkern gefragt haben, anders als Rapton, welcher ihn stehlen wollte und gefangen wurde. Lloyd beschließt, dass er Rapton befreien will, wofür er jedoch den Unmöglichen Pfad überqueren muss. Er gelangt friedlich ans Ende, wo er erklärt, dass Salz nicht (wie für die Schleimkrieger) giftig für sie ist. Rapton kommt frei und stiehlt den Kern, welcher ihm jedoch abgenommen und von zwei Agenten durch ein Portal mitgenommen wird. Währenddessen erhalten Kai und Wyldfyre den Drachenkern und entkommen, doch ihnen fällt auf, dass Heatwave sich verletzt hat. Nya und Sora landen an einem unbekannten Ort, wo sie auf Cole stoßen. Sie erzählen sich, was ihnen passiert ist, als ein riesiges Monster aus Müll, der „Horter“ sie angreift, wobei ein Munk mit dem Aussehen eines Geckles mit der Elementarkraft der Fusion ihnen hilft. Sie schaffen es zu entkommen und Cole zeigt ihnen eine Maschine, die den Horter weghält und mit einem Drachenenergiekern betrieben wird. Während Sora einen neuen Antrieb für die Maschine baut, nutzen Kai und Wlydfyre ein Material aus Steinen, welches sie schmelzen und so für Heatwaves Wunde nutzen. Als Nya und Cole nach Material für die Maschine suchen, taucht plötzlich Dr. LaRow auf, welche es schafft, mit den Drachenkern zu entkommen, während Sora den Horter besiegt, welcher vom Sweeper, einer Imperium-Erfindung für dessen Kanalisation gesteuert wurde.
Während Kai und Wyldfyre sich um Heatwave kümmern, landen Lloyd und Arin in der Verwaltung, wo sie auf Zane stoßen, der wegen zu vieler verursachten Fehlportalaktivierungsversuche gefangen genommen wurde. Die Ninja flüchten vor den Agenten und somit Jay, dem Manager. Sie schaffen es aus der Verwaltung und fliegen zurück zum Kloster, wo sie auf Kai und Wyldfyre treffen. Zusammen beschließen sie, nach Imperium zu fliegen, um den Drachenkern wiederzubekommen.
In einer Rückblende wird gezeigt, wie Ras sich, nachdem er vom Kaiser gesagt bekommen hat, er wolle keine Quelldrachen fangen, mit Beatrix verbündet um ihren Vater zu töten und ihre Schwester, welche eine Elementarkraft besitzt, einzusperren. Rapton bringt Beatrix den dritten Drachenkern und sie aktivieren eine Verschmelzungswaffe, welche jedoch eine Explosion verursacht. Nya und Sora reisen nach Imperium, während Cole zurückbleibt und der Stimme von Wu folgt, die ihn vergangene Nacht geruft hat. Die anderen Ninja dringen in Imperium ein und die Imperium-Teenager-Beschützergruppe, die sich jetzt Imperium-Teenager-Schutz-Widerstandsgruppe nennt, hilft ihnen, den Wachen zu entfliehen. LaRow erklärt Beatrix, dass sie es nicht schafft, dem Quelldrachen Energie zu entziehen und weigert sich, woraufhin Jordana sich der Kaiserin anschließt. Beatrix konfrontiert mit ihrem Mech die Ninja, zu denen jetzt auch Nya und Sora stoßen. Die Drachen lenken die Krallen ab, während Arin, Sora und Riyu sich zum Sendeturm begeben, wo Rapton sie erwartet, welcher ihnen erklärt, dass er die Pläne der Kaiserin, die Welt zu zerstören, nicht länger unterstützen will und ihr deswegen einen falschen Kern gab. Sie decken die Gespräche und Geheimnisse über die Bürger und die Drachen von Imperium auf und Sora hält eine Ansprache, um sich der Kaiserin zu widersetzen, die gerade gegen Lloyd, Nya und Zane kämpft. Wyldfyre und Kai zerstören das Waffenlager, wodurch sie versuchen die Wachen abzulenken, jedoch kehrt Beatrix mit einem weiteren Drachenkern von Jordana zurück und aktiviert ihre Verschmelzungswaffe, die Schmelzbeben erzeugt. Wie Nya preisgibt, kann die Waffe einen Verschmelzungssturm erzeugen, der die Realität zerstört. Beatrix versucht, alle Bürger und die Ninja in Schmelzbeben zu verbannen, wohin Wyldfyre, Riyu, Kai und Rapton verschwinden. Sora offenbart sich ihren Eltern und als Arin und Lloyd in Gefahr sind, erreicht sie ihr wahres Potenzial, zerstört die Verschmelzungswaffe und Arin stößt sie in ein Schmelzbeben. Der Verschmelzungssturm bricht in den Crossroads aus, Frohicky bringt ihnen den dritten Drachenenergiekern und Lloyd schafft es mit seiner Kraft, den Sturm zu stoppen, woraufhin Kai, Wyldfyre und Riyu wieder auftauchen. Lloyd kehrt zum Imperium-Quelldrachen zurück und befreit ihn mithilfe der Drachenkerne. Sie kehren ins Kloster zurück und Kai und Wyldfyre fällt auf, dass sie doch unterschiedliche Elementarkräfte haben, da Kai Gegenstände zu Asche macht und Wyldfyre sie schmilzt. Arin teilt Kuchen aus, während Jordana sich Ras und seinem Meister anschließt.

## Episodenliste
| Nr. (ges.)                                                                                                | Nr. (St.) | Deutscher Titel                   | Originaltitel                         | Regie           | Drehbuch                        | Premiere USA  | Dt. Premiere D |
| Teil 1 | Teil 1    | Teil 1                            | Teil 1                                | Teil 1          | Teil 1                          | Teil 1        | Teil 1         |
| --- | --------- | --------------------------------- | ------------------------------------- | --------------- | ------------------------------- | ------------- | -------------- |
| 1 | 1         | Die Verschmelzung: Teil 1         | The Merge: Part 1                     | Daniel Ife      | Kevin Burke & Chris „Doc“ Wyatt | 1. Juni 2023  | 5. Juni 2023   |
| 2 | 2         | Die Verschmelzung: Teil 2         | The Merge: Part 2                     | Shane Poettcker | Kevin Burke & Chris „Doc“ Wyatt | 1. Juni 2023  | 6. Juni 2023   |
| 3 | 3         | Der Crossroads-Jahrmarkt          | Crossroads Carnival                   | Daniel Ife      | Hanah Cook                      | 1. Juni 2023  | 7. Juni 2023   |
| 4 | 4         | Jenseits des Irrsinns             | Beyond Madness                        | Shane Poettcker | Kevin Burke & Chris „Doc“ Wyatt | 1. Juni 2023  | 8. Juni 2023   |
| 5 | 5         | Die Schicksalsschreibenden        | The Writers of Destiny                | Daniel Ife      | Kevin Burke & Chris „Doc“ Wyatt | 1. Juni 2023  | 9. Juni 2023   |
| 6 | 6         | Rückkehr nach Imperium            | Return to Imperium                    | Shane Poettcker | Liz Hara                        | 1. Juni 2023  | 12. Juni 2023  |
| 7 | 7         | Wyldfyre                          | Mindless Beasts                       | Daniel Ife      | Eugene Son                      | 1. Juni 2023  | 13. Juni 2023  |
| 8 | 8         | Ich bin die Gefahr!               | I Will Be the Danger                  | Shane Poettcker | Kevin Burke & Chris „Doc“ Wyatt | 1. Juni 2023  | 14. Juni 2023  |
| 9 | 9         | Die innere Ruhe                   | The Calm Inside                       | Daniel Ife      | Kevin Burke & Chris „Doc“ Wyatt | 1. Juni 2023  | 15. Juni 2023  |
| 10 | 10        | Der Kampf um das Imperium-Kloster | The Battle of the Secondary Monastery | Shane Poettcker | Kevin Burke & Chris „Doc“ Wyatt | 1. Juni 2023  | 16. Juni 2023  |
| Teil 2 |           |                                   |                                       |                 |                                 |               |                |
| 11 | 11        | Der Tempel der Drachenenergie     | The Temple of the Dragon Cores        | Daniel Ife      | Kevin Burke & Chris „Doc“ Wyatt | 12. Okt. 2023 | 23. Okt. 2023  |
| 12 | 12        | Die Riesenkrabbe                  | Gangs of the Sea                      | Shane Poettcker | Eugene Son                      | 12. Okt. 2023 | 24. Okt. 2023  |
| 13 | 13        | Wenn einer lacht …                | Wyldly Inappropriate                  | Daniel Ife      | Liz Hara                        | 12. Okt. 2023 | 25. Okt. 2023  |
| 14 | 14        | Der letzte Djinn                  | The Last Djinn                        | Shane Poettcker | Hanah Cook                      | 12. Okt. 2023 | 26. Okt. 2023  |
| 15 | 15        | Der Unmögliche Pfad               | They Call it Doom                     | Daniel Ife      | Kevin Burke & Chris „Doc“ Wyatt | 12. Okt. 2023 | 27. Okt. 2023  |
| 16 | 16        | Land der verlorenen Dinge         | Land of Lost Things                   | Shane Poettcker | Glen Lakin                      | 12. Okt. 2023 | 30. Okt. 2023  |
| 17 | 17        | Die Verwaltung                    | The Administration                    | Daniel Ife      | Eugene Son                      | 12. Okt. 2023 | 31. Okt. 2023  |
| 18 | 18        | Die Absolute Macht                | Absolute Power                        | Shane Poettcker | Hanah Cook                      | 12. Okt. 2023 | 1. Nov. 2023   |
| 19 | 19        | Wir sind alle Drachen             | We Are All Dragons                    | Daniel Ife      | Liz Hara                        | 12. Okt. 2023 | 2. Nov. 2023   |
| 20 | 20        | Die innere Kraft                  | The Power Within                      | Shane Poettcker | Kevin Burke & Chris „Doc“ Wyatt | 12. Okt. 2023 | 3. Nov. 2023   |
| Deutschsprachige Online-Premiere: Teil 1: 2. Juni 2023 auf toggo.de Teil 2: 12. Oktober 2023 auf toggo.de |           |                                   |                                       |                 |                                 |               |                |

## Reguläre Lego-Sets zur Staffel
Die elf Sets zur Staffel erschienen im Juni 2023. Die Set-Welle enthält das größte Set des Ninjago-Franchise, Die Märkte von NINJAGO® City, mit über 6000 Teilen.
| Name                                               | Lego-Artikelnummer | Teile | Preis (UVP) |
| -------------------------------------------------- | ------------------ | ----- | ----------- |
| Verfolgungsjagd mit Kais Flitzer und Ras' Motorrad | 71789              | 103   | 20,99 €     |
| Jagdhund des kaiserlichen Drachenjägers            | 71790              | 198   | 20,99 €     |
| Zanes Drachenpower-Spinjitzu-Rennwagen             | 71791              | 301   | 34,99 €     |
| Soras Mech-Bike                                    | 71792              | 384   | 47,99 €     |
| Wyldfires Lavadrache                               | 71793              | 479   | 52,99 €     |
| Lloyds und Arins Training-Mechs                    | 71794              | 764   | 84,99 €     |
| Tempel der Drachenpower                            | 71795              | 1029  | 94,99 €     |
| Kaiserliches Mech-Duell gegen den Elementardrachen | 71796              | 1038  | 104,99 €    |
| Ninja-Flugsegler im Wettlauf mit der Zeit          | 71797              | 1739  | 149,99 €    |
| Duell zwischen Nya und Arins Babydrachen           | 71798              | 157   | 31,99 €     |
| Die Märkte von NINJAGO® City                       | 71799              | 6163  | 369,99 €    |

## Auszeichnungen und Nominierungen
| Tabellarische Übersicht der Auszeichnungen und Nominierungen | Tabellarische Übersicht der Auszeichnungen und Nominierungen | Tabellarische Übersicht der Auszeichnungen und Nominierungen                     | Tabellarische Übersicht der Auszeichnungen und Nominierungen      | Tabellarische Übersicht der Auszeichnungen und Nominierungen |
| Jahr                                                         | Auszeichnung                                                 | Für                                                                              | Kategorie                                                         | Resultat                                                     |
| ------------------------------------------------------------ | ------------------------------------------------------------ | -------------------------------------------------------------------------------- | ----------------------------------------------------------------- | ------------------------------------------------------------ |
| 2024                                                         | Leo Awards                                                   | Ninjago: Aufstieg der Drachen                                                    | Beste Animationsserie                                             | Nominiert                                                    |
| 2024                                                         | Leo Awards                                                   | Richard Johnson, Shane Poettcker                                                 | Beste Regie in einer Animationsserie                              | Gewonnen                                                     |
| 2024                                                         | Leo Awards                                                   | Jeff Davis, Fanny Riguidel, Chris Baker, Jay Cheetham, Kerthekan Balasubramaniam | Bester Ton in einer Animationsserie                               | Nominiert                                                    |
| 2024                                                         | Leo Awards                                                   | Mackenzie Gray                                                                   | Beste synchronschauspielerische Leistung in einer Animationsserie | Nominiert                                                    |

### Episoden
1. ↑  Ninjago: Aufstieg der Drachen, Staffel 1, Episode 1: „Die Verschmelzung: Teil 1“
2. ↑  Ninjago: Aufstieg der Drachen, Staffel 1, Episode 2: „Die Verschmelzung: Teil 2“
3. ↑  Ninjago: Aufstieg der Drachen, Staffel 1, Episode 3: „Der Crossroads-Jahrmarkt“
4. ↑  Ninjago: Aufstieg der Drachen, Staffel 1, Episode 4: „Jenseits des Irrsinns“
5. ↑  Ninjago: Aufstieg der Drachen, Staffel 1, Episode 5: „Die Schicksalsschreibenden“
6. ↑  Ninjago: Aufstieg der Drachen, Staffel 1, Episode 6: „Rückkehr nach Imperium“
7. ↑  Ninjago: Aufstieg der Drachen, Staffel 1, Episode 7: „Wyldfyre“
8. ↑  Ninjago: Aufstieg der Drachen, Staffel 1, Episode 8: „Ich bin die Gefahr!“
9. ↑  Ninjago: Aufstieg der Drachen, Staffel 1, Episode 9: „Die innere Ruhe“
10. ↑  Ninjago: Aufstieg der Drachen, Staffel 1, Episode 10: „Der Kampf um das Imperium-Kloster“
11. ↑  Ninjago: Aufstieg der Drachen, Staffel 1, Episode 11: „Der Tempel der Drachenenergie“
12. ↑  Ninjago: Aufstieg der Drachen, Staffel 1, Episode 12: „Die Riesenkrabbe“
13. ↑  Ninjago: Aufstieg der Drachen, Staffel 1, Episode 13: „Wenn einer lacht ...“
14. ↑  Ninjago: Aufstieg der Drachen, Staffel 1, Episode 14: „Der letzte Djinn“
15. ↑  Ninjago: Aufstieg der Drachen, Staffel 1, Episode 15: „Der Unmögliche Pfad“
16. ↑  Ninjago: Aufstieg der Drachen, Staffel 1, Episode 16: „Land der verlorenen Dinge“
17. ↑  Ninjago: Aufstieg der Drachen, Staffel 1, Episode 17: „Die Verwaltung“
18. ↑  Ninjago: Aufstieg der Drachen, Staffel 1, Episode 18: „Die Absolute Macht“
19. ↑  Ninjago: Aufstieg der Drachen, Staffel 1, Episode 19: „Wir sind alle Drachen“
20. ↑  Ninjago: Aufstieg der Drachen, Staffel 1, Episode 20: „Die innere Kraft“